# Оффенбург (станція)
48°28′34″ пн. ш. 7°56′45″ сх. д. / 48.476° пн. ш. 7.94572° сх. д.
Оффенбург (нім. Bahnhof Offenburg) — залізнична станція у місті Оффенбург, земля Баден-Вюртемберг, Німеччина, один із найважливіших залізничних транспортних вузлів у південному Бадені. 
Тут зустрічаються два основні маршрути Райнтальбан (Мангайм — Базель) і Шварцвальдбан, який починається в Оффенбурзі і прямує до Констанца; декілька регіональних ліній також прямують з Оффенбургу. 
Пасажирський вокзал має сім колій та чотири платформи. 
Станція мала важливе економічне значення для залізничного міста Оффенбург, проте через закриття ремонтного депо та сортувальної станції значущість втратила. На середину 2020-х частково використовується як вантажна станція; ремонтне депо зараз знесено, за винятком двох господарських будівель. Залізнична станція розташована приблизно за 1 км на північ від старого міста, і до нього можна дістатися 18 автобусними маршрутами від центрального автовокзалу Оффенбурга (ZOB), який знаходиться за 50 метрів.

## Використання колії
- Колія 1 використовується для міжміського руху в напрямку Фрайбурга та Швейцарії
- Колія 2 використовується для регіонального руху в напрямку Фрайбурга та Базеля SBB
- Колія 3 обслуговує міжміський рух у напрямку Карлсруе та окремі рейси RE у напрямку Фрайбурга та Базеля-Бадішер
- Колія 4 використовується для регіонального руху до Страсбурга та індивідуального RE до Карлсруе та Констанца
- Колія 5 використовується для регіонального трафіку та індивідуальних послуг IC у напрямку Констанца
- Колія 6 використовується для регіонального руху в напрямку Карлсруе
- Колія 7 використовується для регіонального руху в напрямку Фройденштадта та Бад-Грісбаха

## Міжміське сполучення
| Лінія      | Маршрут | Інтервал                    |
| ---------- | --- | --------------------------- |
| TGV        | Фрайбург-Головний – Еммендінген – Лар – Оффенбург – Страсбург-Головний – Париж-Східний                                                                                | одна пара поїздів щодня     |
| ICE12      | Берлін – Брауншвайг – Кассель-Вільгельмсгее – Франкфурт (Майн) – Мангайм – Карлсруе – Оффенбург – Фрайбург – Базель (– Берн – Інтерлакен-Ост)                         | кожні 2 години              |
| ICE20      | (Кіль –) Гамбург – Ганновер – Кассель-Вільгельмсгее – Франкфурт-на-Майні – Карлсруе – Баден-Баден (– Оффенбург) – Фрайбург – Базель SBB – Цюрих (– Кур)               | Окремі рейси                |
| ICE43      | (Амстердам – Дуйсбург –) або (Ганновер – Дортмунд – Вупперталь –) Кельн – Зігбург/Бонн – Франкфуртський аеропорт – Мангайм – Карлсруе – Оффенбург – Фрайбург – Базель | кожні 2 години              |
| ICE60      | Базель SBB – Фрайбург – Оффенбург – Карлсруе – Брухзаль – Штутгарт – Аугсбург – Мюнхен-Пазінг – Мюнхен                                                                | Пара поїздів Пн–Сб          |
| IC35       | Емден – Лінген – Мюнстер – Реклінггаузен – Дуйсбург – Кельн – Кобленц – Мангайм – Карлсруе – Оффенбург – Констанц                                                     | Einzelne Züge am Wochenende |
| EN 470/471 | ÖBB Nightjet Гамбург –/ Берлін – Франкфурт-Південний – Мангайм – Карлсруе – Оффенбург – Фрайбург – Базель – Цюрих                                                     | одна пара поїздів щодня     |

## Регіональне сполучення
| Лінія | Маршрут | Інтервал                     | Оператор |
| ----- | --- | ---------------------------- | -------- |
| RE2   | Карлсруе – Баден-Баден – Ахерн – Оффенбург – Гаслах – Гаузах – Філлінген-Шварцвальд – Зінген – Радольфцелль – Констанц           | 60 хв                        | DB Regio |
| RE7   | (Карлсруе –) Оффенбург – Лар – Еммендінген – Фрайбург – Бад-Кроцінген – Мюльгайм – Вайль-ам-Рейн – Базель-Бадішер (– Базель SBB) | 60 хв                        | DB Regio |
| RB20  | Бад-Грісбах – Оберкірх – Аппенвайер – Оффенбург – Біберах (Баден) – Гаузах – Горнберг/ (– Альпірсбах – Фройденштадт)             | 60 хв                        | SWEG     |
| RB22  | (Оффенбург –) Біберах (Баден) – Целль-ам-Гармерсбах – Оберхармерсбах-Рірсбах                                                     | дві пари поїздів у будні дні | SWEG     |
| RB24  | (Оффенбург – Аппенвайер –) Агерн – Оттенгефен                                                                                    | дві пари поїздів у будні дні | SWEG     |
| RB25  | Оффенбург – Аппенвайер – Корк – Кель – Страсбург                                                                                 | 30/60 хв.                    | SWEG     |

## Історія
Станція, розташована на магістральній залізниці Бадена і відкрита в 1844 році, отримала зменшену версію старого вокзалу Карлсруе від Фрідріха Айзенлора. 

Під час невеликих розширень на станції було створено чотиристійловий локомотивний навіс і депо, в результаті реконструкції яких в 1902-08 рр. у Оффенбурзі створено ремонтне депо. 
Під час Першої світової війни на станцію було кілька нападів. 
22 липня 1918 року, вокзал зазнав чотири прямиі попадання. 

Через окупацію Оффенбурга та Аппенвейєра, під час окупації Руру, в лютому 1923 року рух Баденською магістраллю перервано. 
Тому до 12 грудня 1923 року поїзди Баденської магістральної залізниці мали бути перенаправлені на Пфорцгайм через Донауешинген, Гаузах, Фройденштадт і Гохдорф. 
 
Під час Другої світової війни сполучна крива довжиною 1,18 км між Райнтальбаном та Шварцвальдбаном побудована як обхід на південь від залізничної станції, яка діяла з 1 вересня 1940 по 1945 рік 

і незабаром після цього демонтована. 

У 1989 році вперше було розглянуто питання про передачу залізничного вокзалу Оффенбурга на аутсорсинг. 
Зрештою, проект провалився через протести жителів Оффенбурга, які не хотіли віддавати свій вокзал, який також вважається визначною пам'яткою міста.
З червня 2007 року поїзди TGV курсують з Парижа до Мюнхена через Страсбург і Штутгарт. 
Тому з 10 червня 2007 року було запроваджено півгодинне сполучення вагонами OSB з Оффенбурга до Страсбурга. 
З цією метою, наприклад, усі пасажирські залізничні маршрути Ortenau-S-Bahn від Келя продовжені до Страсбурга.
У 2004 році збудовано нову платформу , а колишню вантажну колію 7 зробили доступною для пасажирських поїздів. 
Ця колія знімає навантаження на колії 5 і 6. 
Наприкінці 2006 року замінені всі дахи платформ. 
У 2007 році 3 колія була оновлена. 
У липні 2009 року південну частину платформ на коліях 1/2 та 3/4 було піднято та розширено. 
На платформи можна піднятися на пасажирських ліфтах. 
До кінця жовтня 2009 року південний підземний тунель подовжений до східної частини міста та побудовано нову автобусну зупинку (залізнична станція/східна сторона), щоб східна частина міста мала краще сполучення з 22 жовтня 2009 року. 
У 2013 році тут було відкрито Radhaus, повністю автоматизований гараж для паркування велосипедів за зразком Smart Towers. 

Реконструкція будівлі вокзалу була запланована на кінець 2008 року, але не буде завершена. Загальноєвропейський тендер тривав з листопада 2006 року по січень 2007 року.